# Flobots
Flobots – zespół muzyczny wykonujący rap alternatywny. Grupa została utworzona w Denver w stanie Kolorado około 2000 r.

## Dyskografia
- Onomatopoeia (2001)
- Flobots Present...Platypus (2005)
- Fight with Tools (2007)
- Survival Story (2010)
- The Circle In The Square (2012)